# Imanol Etxeberria Egaña
Imanol Etxeberria (Bergara, Guipúscoa, 27 de març de 1973) és un futbolista professional basc, ja retirat, que jugava com a porter.

## Trajectòria
Va sorgir a l'Arrasate FC, on va jugar amb el primer equip la temporada 92/93, passant la següent campanya a la Cultural de Durango. El 1995 fitxa per l'Athletic Club; després d'una temporada amb el filial a la Segona Divisió, la temporada 96/97 relleva a Juanjo Valencia sota els pals biscaïns, i eixe mateix any, ja hi disputa 19 partits.
La 97/98 va suposar la consolidació del porter guiposcoà, titular de l'Athletic tots els partits de lliga, i a la següent tan sols es va perdre un. Però, la competència li va sorgir la temporada 99/00, amb Iñaki Lafuente, tot i així va conservar el lloc a l'onze titular, una situació que no es repetiria la temporada 00/01, en la qual no va disputar cap minut de lliga.
Al final de la temporada 00/01, deixa l'Athletic i passa al Rayo Vallecano. Amb els madrilenys recupera la titularitat però el seu equip no passa pel seu millor moment, i en només tres anys, baixa de Primera a Segona B.
A la 2004/05 juga amb la Cultural Leonesa, de 2a B i retorna a la competició d'argent a l'any següent a l'incorporar-se a la SD Eibar, on va disputar 32 partits i no va poder evitar el descens de l'equip basc. L'estiu del 2006, va penjar les botes.
Després de retirar-se, Imanol Etxeberria ha continuat al món del futbol dins del cos tècnic de l'Athletic de Bilbao.